# Lew Borisow
Lew Iwanowicz Borisow (ros. Лев Ива́нович Бори́сов, ur. 8 grudnia 1933 w Plosie, zm. 15 listopada 2011 w Moskwie) – rosyjski aktor. Brat Olega Borisowa. Uhonorowany tytułem Ludowego Artysty Federacji Rosyjskiej.
Został pochowany na Cmentarzu Trojekurowskim w Moskwie.

## Wybrana filmografia
- 2005: Kolja – toczący się demon jako Filipp Makarycz
- 2004: Wiesiegońska wilczyca
- 1995: Szirli-Myrli
- 1991: Zachmurzony raj
- 1981: Cygańskie szczęście
- 1959: Ballada o żołnierzu jako żartujący w pociągu żołnierz